# Luis Aparicio
Pour les articles homonymes, voir Aparicio.
Luis Ernesto Aparicio, né le 29 avril 1934 à Maracaibo au Venezuela, est un joueur d'arrêt-court de baseball qui évolue en Ligue majeure de baseball de 1956 à 1973. Il est élu au Temple de la renommée du baseball en 1984.
Aparicio évolue pour les White Sox de Chicago, les Orioles de Baltimore et les Red Sox de Boston. Il réussit 2 677 coups sûrs et 506 vols de buts en carrière. Il est champion voleur de buts de la Ligue américaine 9 années de suite, de 1956 à 1964.
Il est élu meilleure recrue de la Ligue américaine en 1956, dix fois sélectionné au match des étoiles, vainqueur de la Série mondiale 1966 avec Baltimore et neuf fois récompensé du Gant doré du meilleur joueur défensif à l'arrêt-court. 

## Carrière
Il est dix fois sélectionné au match des étoiles (1958, 1959, 1960, 1961, 1962, 1963, 1964, 1970, 1971, 1972).
Le numéro 11 qu'il portait a été retiré par les White Sox de Chicago et les Tiburones de La Guaira, son club formateur au Venezuela.

## Statistiques
| Saison | Équipe | J    | AB    | R    | H    | HR | RBI | AVG  |
| ------ | ------ | ---- | ----- | ---- | ---- | -- | --- | ---- |
| 1956   | CHW    | 152  | 533   | 69   | 142  | 3  | 56  | .266 |
| 1957   | CHW    | 143  | 575   | 82   | 148  | 3  | 41  | .257 |
| 1958   | CHW    | 145  | 557   | 76   | 148  | 2  | 40  | .266 |
| 1959   | CHW    | 152  | 612   | 98   | 157  | 6  | 51  | .257 |
| 1960   | CHW    | 153  | 600   | 86   | 166  | 2  | 61  | .277 |
| 1961   | CHW    | 156  | 625   | 90   | 170  | 6  | 45  | .272 |
| 1962   | CHW    | 153  | 581   | 72   | 140  | 7  | 40  | .241 |
| 1963   | BAL    | 146  | 601   | 73   | 150  | 5  | 45  | .250 |
| 1964   | BAL    | 146  | 578   | 93   | 154  | 10 | 37  | .266 |
| 1965   | BAL    | 144  | 564   | 67   | 127  | 8  | 40  | .225 |
| 1966   | BAL    | 151  | 659   | 97   | 182  | 6  | 41  | .276 |
| 1967   | BAL    | 134  | 546   | 55   | 127  | 4  | 31  | .233 |
| 1968   | CHW    | 157  | 622   | 55   | 164  | 4  | 36  | .264 |
| 1969   | CHW    | 156  | 599   | 77   | 168  | 5  | 51  | .280 |
| 1970   | CHW    | 146  | 552   | 86   | 173  | 5  | 43  | .313 |
| 1971   | BOS    | 125  | 491   | 56   | 114  | 4  | 45  | .232 |
| 1972   | BOS    | 110  | 436   | 47   | 112  | 3  | 39  | .257 |
| 1973   | BOS    | 132  | 499   | 56   | 135  | 0  | 49  | .271 |
| Totaux | Totaux | 2601 | 10230 | 1335 | 2677 | 83 | 791 | .262 |

Note: J = Matches joués; AB = Passage au bâton; R = Points; H = Coups sûrs; HR = Coup de circuit; RBI = Points produits; Avg. = Moyenne au bâton.